# Минхайм
Минхайм (нем. Minheim) — община в Германии, в земле Рейнланд-Пфальц. 
Входит в состав района Бернкастель-Витлих. Подчиняется управлению Ноймаген-Дхрон.  Население составляет 479 человек (на 31 декабря 2010 года). Занимает площадь 5,39 км².